# Escut de Bellver de Cerdanya
L'escut oficial de Bellver de Cerdanya té el següent blasonament:
Escut caironat: d'argent, un mont de sinople movent de la punta carregat d'una vila d'argent i somat d'un castell de sable obert somat d'una bandera d'or amb 4 faixes de gules i l'asta d'or. Per timbre una corona mural de vila.

## Història
Va ser aprovat el 12 de juny de 1997 i publicat al DOGC el 10 de juliol del mateix any amb el número 2430.
S'hi veu el castell de Bellver (actualment en ruïnes), fundat el 1225 pel comte Nunó Sanç de Cerdanya, al capdamunt d'un turó anomenat en els documents antics amb el nom llatí de Bello Videre. Bellver fou el centre d'una vasta regió de la Cerdanya, la Batllia. Més endavant, quan va morir Nunó Sanç (el 1242), el comtat de Cerdanya fou integrat a Catalunya sota el regnat de Jaume I; aquesta és la raó de l'emblema reial, el dels quatre pals, voleiant sobre el castell. Al peu del turó hi ha la vila emmurallada de Bellver, que avui encara conserva una petita part de les muralles.